# 格拉本施泰特米爾巴赫河
47°51′39″N 12°31′25″E / 47.86088°N 12.52368°E

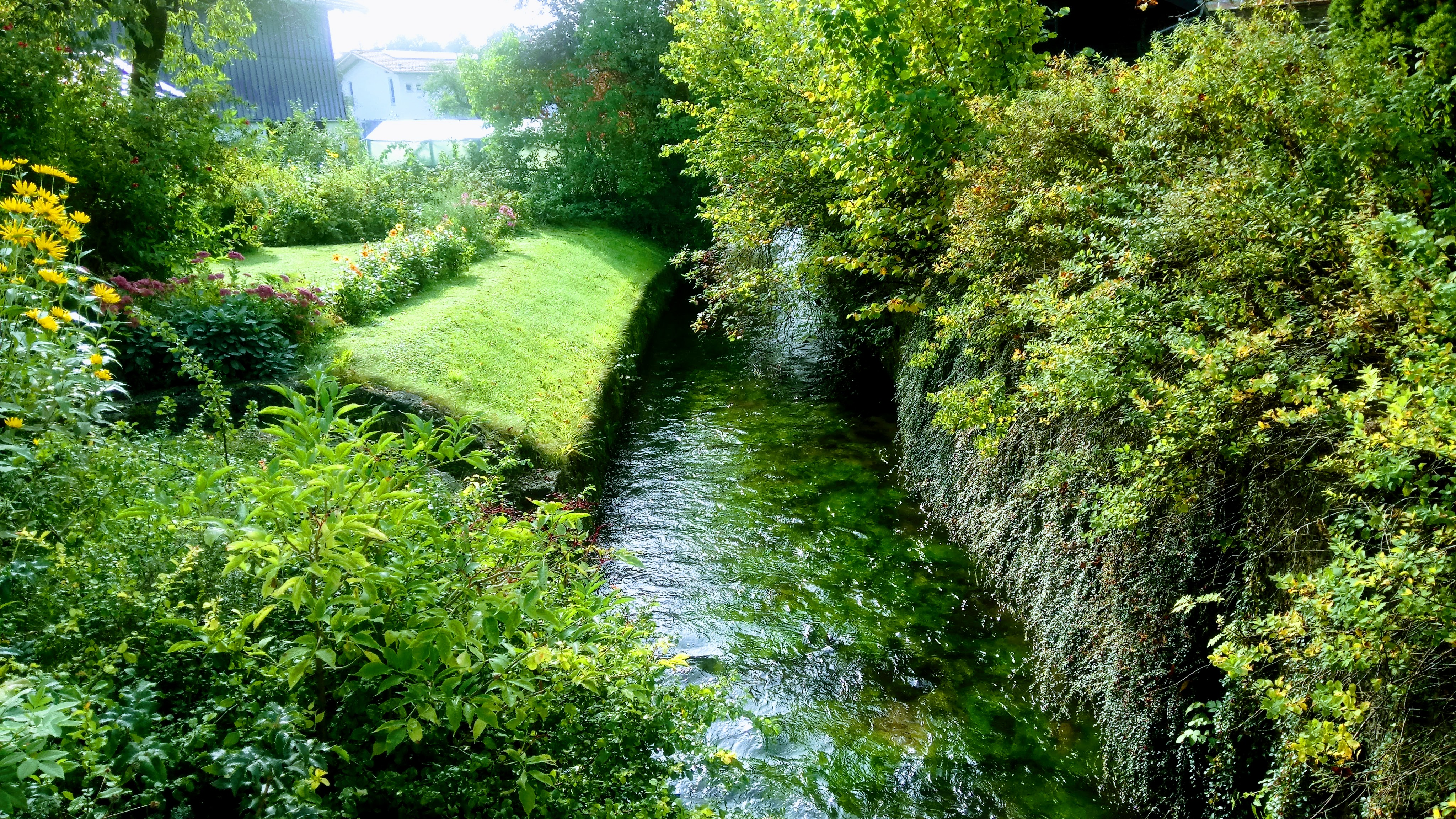

格拉本施泰特米爾巴赫河是德國的河流，位於該國東南部，由巴伐利亞負責管轄，屬於阿爾茨河的支流，河道全長11.6公里，流域面積29.5平方公里。